# Рамаев, Гаяз Галазкарович
Гаяз Галазкарович Рамаев, также Ромаев (6 апреля 1921, Уральск, Киргизская АССР — 26 января 1943, Сталинград) — лейтенант Рабоче-крестьянской Красной Армии, участник Великой Отечественной войны, Герой Советского Союза (1944).

## Биография
Родился 6 апреля 1921 года в Уральске. Окончил неполную среднюю школу. В 1940 году был призван на службу в Рабоче-крестьянскую Красную Армию. С июля 1942 года — на фронтах Великой Отечественной войны.
К январю 1943 года лейтенант Гаяз Рамаев командовал взводом автоматчиков 128-го стрелкового полка 29-й стрелковой дивизии 64-й армии Донского фронта.
Отличился во время Сталинградской битвы. В ночь с 15 на 16 января 1943 года взвод под командованием Гаяза Рамаева, проникнув в расположение противника к юго-западу от села Песчанка, уничтожил несколько десятков солдат и офицеров противника, ещё 60 взял в плен.
26 января 1943 года во время боя за село Верхняя Ельшанка (в черте города Сталинграда) во главе разведгруппы захватил четыре немецких орудия. Погиб в этом же бою.
Похоронен на Мамаевом кургане в Волгограде.
Указом Президиума Верховного Совета СССР «О присвоении звания Героя Советского Союза генералам, офицерскому, сержантскому и рядовому составу Красной Армии» от 10 января 1944 года за «образцовое выполнение боевых заданий командования на фронте борьбы с немецко-фашистскими захватчиками и проявленные при этом отвагу и геройство» удостоен посмертно высокого звания Героя Советского Союза. Также был награждён орденами Ленина и Красной Звезды, медалью.

## Память
- Его именем в 1983 году названа улица в Саратове (бывшая улица Севрина).
- Его именем названа улица в Уральске.
- На здании саратовской школы (сегодня детский сад на улице Мясницкой), в которой учился герой, установлена мемориальная доска.
- на жилом доме Рамаева 20 г. Саратов установлена мемориальная табличка.